# Wapen van Oud-Heverlee

Wapen van Oud-Heverlee sinds 1989

Het wapen van Oud-Heverlee is het heraldisch wapen van de Belgische gemeente Oud-Heverlee. Het huidige wapen werd op 8 november 1989 toegekend.
Het wapen is ook terug te vinden op de vlag van de gemeente.

## Geschiedenis
Na de fusie in 1977 van Blanden, Haasrode, Sint-Joris-Weert en Vaalbeek tot de fusiegemeente Oud-Heverlee, werd gekozen om voor de nieuwe gemeente de oude wapens van Haasrode (links) en Vaalbeek (rechts) samen te voegen. Het wapen van Haasrode was - net zoals dat van Melsen - dat van de familie Goubau. Het wapen van Vaalbeek was dat van de familie van Heverlee, wier wapen ook werd gebruikt door de voormalige gemeente Heverlee.

## Blazoen
Het wapen heeft de volgende blazoenering:
Gedeeld 1. in goud een keper vergezeld boven van twee herkruiste kruisjes met spitse voet en beneden van een wassenaar, alles van keel 2. in goud een schuinkruis van keel.

## Verwante wapens

Voormalig wapen van Haasrode.
Voormalig wapen van Vaalbeek.